# Cincari
Cincari (łac. Diœcesis Cincaritanus) – stolica historycznej diecezji w Cesarstwie Rzymskim (prowincja Afryka Prokonsularna), współcześnie w Tunezji. Jedynymi opisanymi w źródłach zwierzchnikami tej diecezji byli katolicki biskup Restitutus oraz donatystyczny biskup Campanus (V w.). W 1933 ustanowiona katolickim biskupstwem tytularnym.

## Biskupi tytularni
| Lp. | Biskup                    | Od                  | Do              |
| --- | ------------------------- | ------------------- | --------------- |
| 1   | Manuel Castro Ruiz        | 21 lipca 1965       | 8 września 1969 |
| 2   | Ricardo Blanco Granda     | 17 listopada 1969   | 2 sierpnia 1986 |
| 3   | Crispian Hollis           | 13 lipca 1987       | 6 grudnia 1988  |
| 4   | José Corral Arredondo     | 16 stycznia 1989    | 11 lipca 1992   |
| 5   | Frumencio Escudero Arenas | 6 października 1992 |                 |